# Bradinopyga cornuta
Bradinopyga cornuta är en trollsländeart som beskrevs av Friedrich Ris 1911. Bradinopyga cornuta ingår i släktet Bradinopyga och familjen segeltrollsländor. IUCN kategoriserar arten globalt som livskraftig. Inga underarter finns listade i Catalogue of Life.